# LORAN

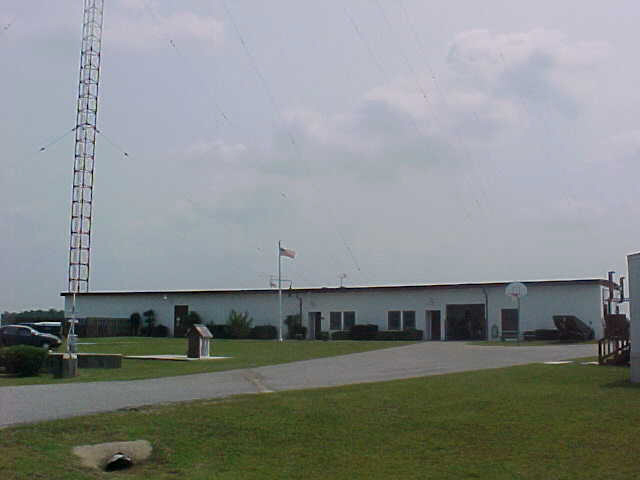
アメリカ合衆国フロリダ州マローンのロランC局

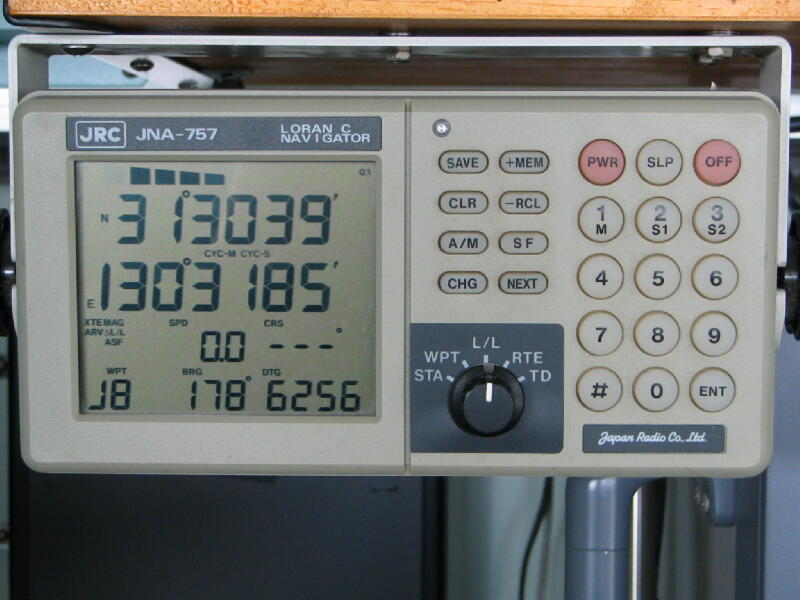
ロランC受信機の例

ロランCの信号

LORAN（ロラン）とは、英語: long-range navigation（長距離電波航法）の略で、地上系電波航法システムの一種である。船舶や航空機で利用されてきたが、より高精度な衛星系電波航法システムであるグローバル・ポジショニング・システム（GPS）への移行が進み、多くの国では運用が終了している。
日本では東京計器などが受信器を製作していた。

## 概説
2点から距離差が一定な点は双曲線を描くという幾何学法則を用いる双曲線航法の航法支援システムで、2箇所の無線測位局信号を受信して到達時間差からその距離差を求め、得られた地図上の双曲線上で自船位置を確認する。使用周波数帯によりロランA (1750 - 1950 kHz（キロヘルツ）) やロランC (100 kHz) がある。
第二次世界大戦時に、アメリカ海軍がマサチューセッツ工科大学と共にイギリス海軍のGEE電波航法を発展させて開発し、1942年に太平洋戦域で設置を開始した。

## 種類

### ロランA
主局及び従局から1,750 - 1,950キロヘルツ（kHz）周波数帯のパルス波を発し、最高有効距離は日中約700海里、夜間約1,400海里である。日本では昭和30年代に運用が開始され、1997年（平成9年）5月9日に廃止された。

### ロランC
主局及び従局から100 kHz周波数帯のパルス波を発し、最高有効距離は約2,300海里で精度はおよそ30 - 300 m（メートル）である。ロランCは、北太平洋沿海域、北米大陸、北大西洋沿海域とその他の一部地域に設置された。

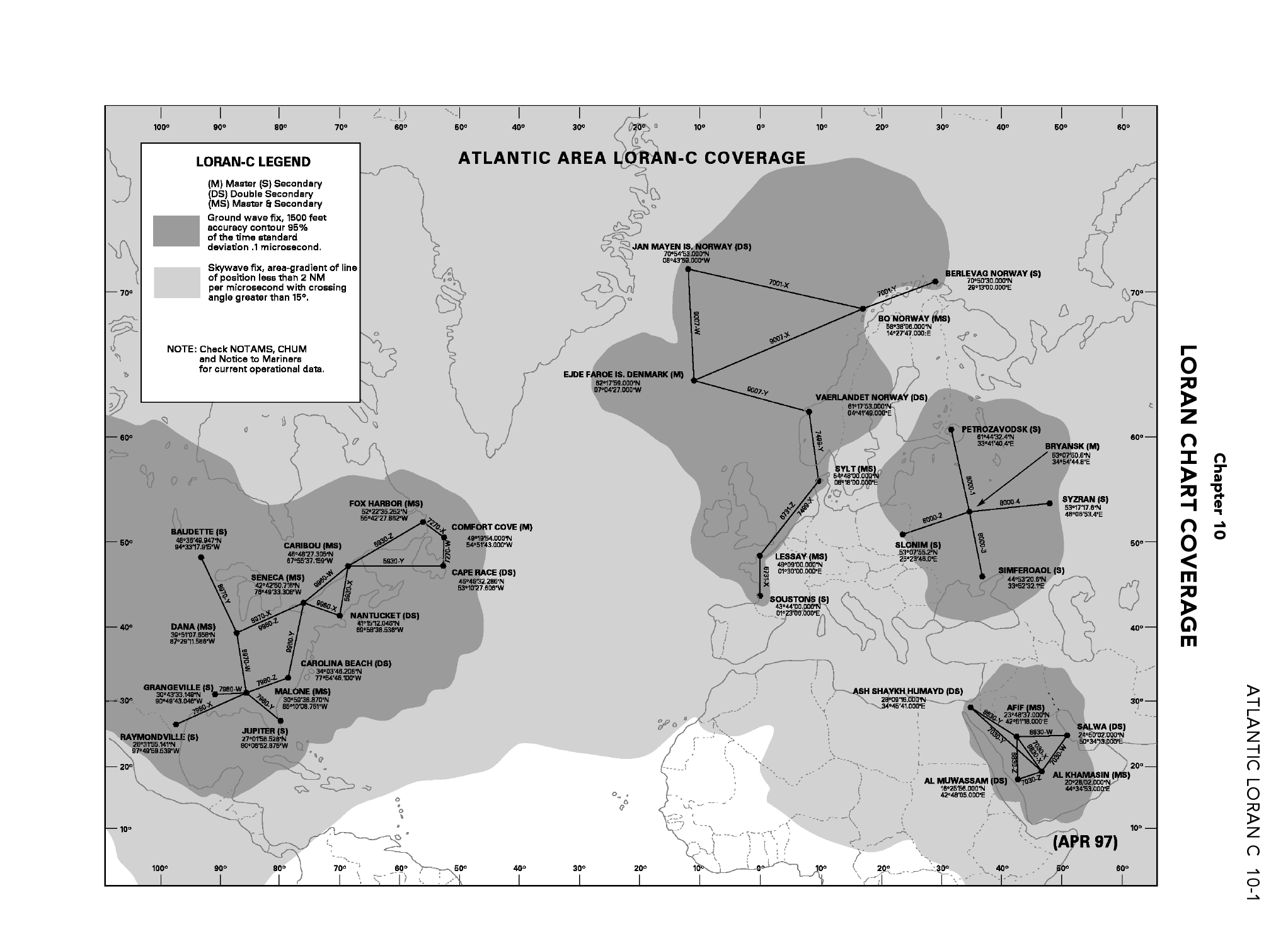
大西洋地域のロランC覆域（2006年）
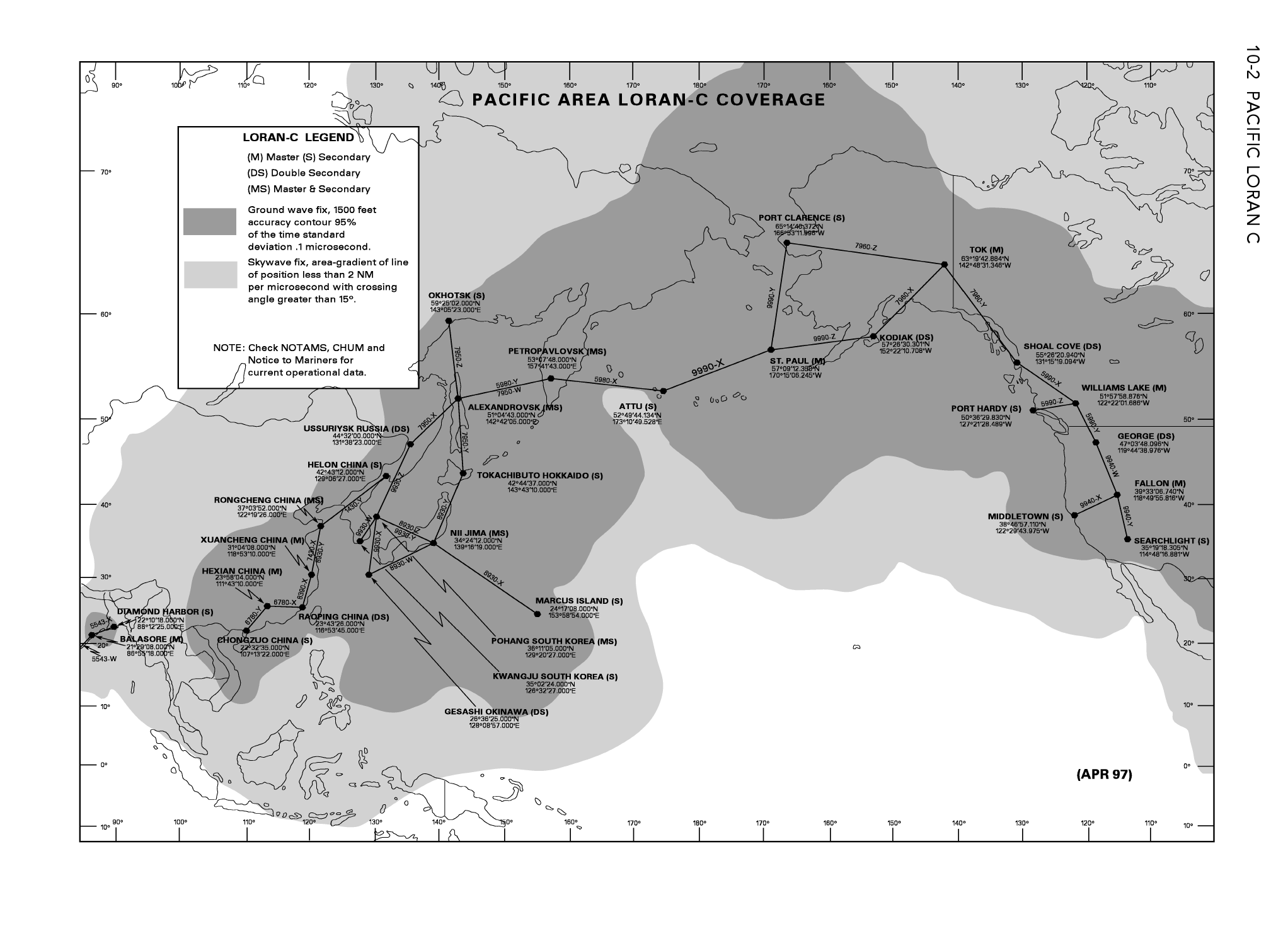
太平洋地域のロランC覆域（2006年）

開発以来アメリカ海軍が管理して運用されていたが、GPSの整備進捗に合わせてアメリカ合衆国国外の運用が廃止され、アメリカ沿岸警備隊及びカナダ沿岸警備隊が運用していた北アメリカ大陸では2010年に廃止されている。

#### 日本におけるロランC
本システム利用船舶が多い日本では、アメリカ合衆国の廃局に合わせて、海上保安庁が1991年の整備着手以降、1993年に千葉ロランセンターを開設。また、1994年10月1日に硫黄島ロランC主局を廃局して代替に新島ロランC局をそれぞれ設置して、アメリカ沿岸警備隊から業務を引き継ぎ、ロランCの運用を開始した。
その後、2009年12月1日に南鳥島ロランC局、2013年2月1日に十勝太ロランC局をそれぞれ廃止。新島ロランC局は、2012年6月19日20時16分、海上安全情報では19時41分以降台風4号によるアンテナ障害で長期欠射中であったが、2014年2月1日午前9時に廃止された。そして、慶佐次ロランC局を2015年2月1日午前9時に廃止して、本システムの運用を止めている。
世界主要海運国の連携運用で、極東海域は日本・中華人民共和国・大韓民国・ロシア連邦の4か国間で極東電波航法業務協定（Far East Radio Navigation Service, FERNS協定）を締結していたが、日本は国内の全局廃止に伴い、2015年に同協定を脱退している。

### eLORAN
全地球測位システムの脆弱性や、伝搬や受信状態の限界が理解されるにつれて、LORANの応用や開発への関心がよみがえってきた。「eLORAN」や「E-LORAN」とも呼ばれる強化型のLORAN は、受信機の設計や送信特性の進歩によって、従来のLORANの精度や有用性を高めている。報告によれば精度は± 8メートルほどで、そのシステムは通常のGPSとも競争力を持つ。eLORANはディファレンシャルGPS(DGPS)補正のような補助データを送信することができる追加パルスを含む。現在のeLORAN受信機は、範囲内の全ての局からの信号を統合する "All in view" 受信を用いており、単一のロラン局からだけではなく、最大40までの局からの時間信号とその他のデータを統合している。これらの強化によって、LORANは、GPSが利用可能でないか劣化した状況では、それに代わり得るものとなっている。

#### 携帯機器用eLORAN
LORANは長波長ゆえ大きなアンテナを必要とし携帯機器に搭載するのは難しいとされてきた。ESAは、MILOR (小型低周波直交受信機) アンテナ設計を用いて大幅な重量、寸法の削減に成功、55mm四方の受信機が試作された。

#### イギリスにおけるeLORAN
2007年5月31日、イギリスの運輸省 (DfT)は、全国灯台協会 (GLA) を通して、イギリスと西ヨーロッパで、船員の安全を改善するために、最新式のeLORANサービスを提供する15年の契約を締結した。このサービス契約は2段階で実行される。すなわち、2007年から2010年までは、開発作業が行われるとともに、さらにeLORANサービスの提供に関する欧州協定に重点が置かれ、2010年から2022年までは、eLORANサービスの完全運用が行われる。最初のeLORAN送信機はイギリスのカンブリアのアンソーン送信所に位置し、バブコック・インターナショナル（旧Babcock Communications）によって運用される。
イギリス政府は、GPS電波妨害の脅威への対抗を支援するため、イギリスの南部及び東部の海岸沿いの7つのディファレンシャルeLoran船位テクノロジー局の建設を承認した。それらは2014年夏に、最初の運用能力に達することとされた。イギリス及びアイルランドの全国灯台協会(GLAs) は、10月31日にイギリスの海事用eLoranが最初の運用能力に達したと発表した。7つのディファレンシャル基準局は、追加の位置・航行・時刻（PNT : position, navigation, and timing）情報を、低周波数のパルスによって、eLoran受信機を装備した船舶に提供する。この地域は2020年の年間交通量が20万隻と見込まれる世界で最も船舶の航行が多い地域のひとつであり、このサービスはGPSに障害が発生した際にも航行の安全を確保する助けとなる。
これらの計画があるにもかかわらず、フランス及びノルウェイは2015年12月31日をもってロランの送信を停止すると決定した。これを踏まえて、イギリスは同月初めに、12月31日を以てeLoranサービスを停止することを発表した。

#### 韓国
韓国は頻繁に北朝鮮からGPS電波を妨害されていて、対抗手段としてeLORANに注目が集まっている。
eLORANの開発者は、GPSより推定130万倍信号が強く、長波長ゆえ長大なアンテナと高出力の送信機が必要なため妨害が難しいとしている。しかしながら、それゆえに基地局建設に広大な土地を必要とし、江華島の住民の反発を買っている。マサチューセッツ州ビレリカの UrsaNav は、韓国の仁川近郊にテストベッドeLoranシステムを供給および設置する契約を2020年7月に獲得し9 月にGPS妨害下でも測位に成功した。

## 精度の比較
| システム                     | 95%の精度 (横方向/垂直方向) | 詳細 |
| ---------------------------- | --------------------------- | --- |
| LORAN-C仕様                  | 460 m / 460 m               | LORAN-Cシステムの指定された最低の精度。 |
| 距離測定装置 (DME) 仕様      | 185 m (直線)                | DMEは、無線通信により航空機と地上局との直線距離を航空機から測定する装置。 |
| GPS仕様                      | 100 m / 150 m               | Selective Availability (SA) オプションがオンになっているGPSシステムの指定精度。SAは2000年5月2日に解除された。 |
| LORAN-C測定された再現性      | 50 m / 50 m                 | アメリカ沿岸警備隊は、時差モードで50メートルの「位置に戻る」精度を報告。 |
| ディファレンシャルGPS(DGPS)  | 10 m / 10 m                 | ディファレンシャルGPS (DGPS) 最低精度。アメリカ合衆国運輸省とアメリカ国防総省が共同で発表した2001年の連邦無線ナビゲーションシステム（FRS）レポートによると、精度は施設からの距離によって低下し、1m未満の場合もあるが、通常は10m未満の精度。 |
| eLORAN再現性                 | 8 m / 8 m                   | 利用可能なすべての信号とHフィールドアンテナを同時に使用し報告された精度。 |
| 広域増強システム(WAAS)仕様   | 7.6 m / 7.6 m               | 高精度アプローチで使用するためにWAASが提供しなければならない最低の精度。 |
| GPS測定                      | 2.5 m / 4.7 m               | 連邦航空局（FAA）のNational Satellite Test Bed(NSTB)の調査結果に基づいて、Selective Availability (SA) をオフにした状態でのシステムの実際の測定精度(受信機エラーを除く)。                                                                    |
| 広域増強システム(WAAS)測定   | 0.9 m / 1.3 m               | NSTBの調査結果に基づく、システムの実際に測定された精度(受信機エラーを除く)。 |
| 地域増強システム (LAAS) 仕様 |                             | LAASプログラムの目標は、カテゴリーIIIC 機能を提供することで、航空機は「オートランド」システムを利用して視界ゼロで着陸することができ、<1mという非常に高い精度を示す。                                                                        |

## ロラン局の一覧

### 日本

#### ロランA局
- 松前ロランA局
- 対馬ロランA局
- 米子ロランA局
- 新潟ロランA局
- 野間池ロランA局
- 慶佐次ロランA局
- 宮古島ロランA局

いずれも1997年5月9日に廃止

#### ロランC局
- 硫黄島ロランC主局 - 1994年10月1日廃止
- 南鳥島ロランC局 - 2009年12月1日廃止
- 十勝太ロランC局 - 2013年2月1日廃止
- 新島ロランC局 - 2014年2月1日廃止
- 慶佐次ロランC局 - 2015年2月1日廃止